# I. e. 600
Évszázadok: i. e. 7. század – i. e. 6. század – i. e. 5. század
Évtizedek: i. e. 650-es évek – i. e. 640-es évek – i. e. 630-as évek – i. e. 620-as évek – i. e. 610-es évek – i. e. 600-as évek – i. e. 590-es évek – i. e. 580-as évek – i. e. 570-es évek – i. e. 560-as évek – i. e. 550-es évek
Évek: i. e. 605 – i. e. 604 – i. e. 603 – i. e. 602 –  i. e. 601 – i. e. 600 – i. e. 599 – i. e. 598 – i. e. 597 – i. e. 596 – i. e. 595

## Események
- A 45. olümpiai játékok
- A phókaiaiak megalapítják Massilia (a mai Marseille) városát.[1]
- Az umberek beköltöznek Umbriába.

## Születések
- Peiszisztratosz athéni türannosz
- Szophilosz görög vázafestő